# Young Einstein
Young Einstein (br: O Jovem Einstein) é um filme australiano, lançado comercialmente em 1988, do gênero comédia, dirigido e interpretado por Yahoo Serious, levemente baseado na vida do cientista alemão naturalizado estadunidense Albert Einstein.

## Sinopse
No início do século XX, Albert Einstein é um jovem caipira australiano, que vive na Tasmânia, e que, um dia, descobre a teoria da relatividade enquanto tentava fazer bolhas para a cerveja de seu pai. Feita a descoberta, viaja para Sydney para patentear o invento. Durante o tempo em que passa na maior cidade da Austrália, inventa a guitarra elétrica, o rock and roll, a prancha de surf e namora a cientista francesa Marie Curie. Porém, um cientista rival rouba sua fórmula e, com ela, constrói um reator atômico em um barril de chope que apresenta em um congresso científico presidido por Charles Darwin. Einstein precisa correr para impedir a explosão iminente do reator.

## Elenco
- Yahoo Serious - Albert Einstein
- Odile Le Clezio - Marie Curie
- John Howard - Preston Preston
- Peewee Wilson - Sr. Einstein
- Su Cruickshank - Sra. Einstein
- Lulu Pinkus - A Loira
- Kaarin Fairfax - A Morena
- Michael Lake - Gerente
- Jonathan Coleman - Wolfgang Bavarian
- Johnny McCall - Rudy Bavarian / Diabo da Tasmânia
- Michael Blaxland - Desk Clerk
- Ray Fogo - Bright Clerk
- Paul Jurisic - Garoto
- Zanzi Mann - Garoto
- Terry Pead - Marido Inventor
- Alice Pead - Esposa Inventora
- Frank McDonald - Niilista
- Basil Clarke - Charles Darwin

## Prêmios e Indicações

### Prêmios
Australian Film Institute
- Melhor trilha sonora: 1986[2]

### Indicações
Australian Film Institute
- Melhor roteiro: 1986
- Melhor fotografia: 1986
- Melhor som: 1986